# Jatropha hieronymi
Jatropha hieronymi är en törelväxtart som beskrevs av Carl Ernst Otto Kuntze. Jatropha hieronymi ingår i släktet Jatropha och familjen törelväxter. Inga underarter finns listade i Catalogue of Life.